# Amarildo de Jesus Santos
Amarildo de Jesus Santos (* 6. Juli 1986 in Campinas) ist ein ehemaliger brasilianischer Fußballspieler.

## Karriere
Amarildo begann seine Karriere 2005 bei XV de Jaú. 2006 wurde er an dem japanischen Zweitligisten Shonan Bellmare ausgeliehen. 2007 kehrte er zu XV de Jaú zurück. 2010 wechselte er zu Ferroviária. Danach spielte er bei AA Internacional (Limeira), São José EC und Interporto FC.